# Helebarda
Helebarda predstavlja najbolj izpopolnjeno orožje na drogu, saj je glava orožja sestavljena iz sekire, osti in kavlja.
Nastala je kot sestava kopja in srpa, ki izgleda danes še vedno enako kot pred 800 leti. Če se je srp namestil na palico, je nastalo orožje (v zgodnjem srednjem veku). Okrog leta 1300 so to orožje povezali s kopjem. Nastala je italijanska helebarda. Imela je izbočeno rezilo in konico za suvanje. Na hrbtni strani je bila kljuka za vlečenje. Helebarde so bile (glede na izdelovalca) zelo pestre, glede na obliko sekire in drugih dodatkov. Zaradi oblike so jih kmalu začeli uporabljati za ceremonialno orožje (častne straže, ...). Še danes jih imajo švicarski gardisti v Vatikanu.